# Krysta Rodriguez
Krysta Rodriguez (* 23. července 1984 Orange, Kalifornie, USA) je americká herečka a zpěvačka. Ztvárnila roli Wednesday Addams v broadwayském muzikálu The Addams Family. V roce 2013 hrála hlavní roli v televizním seriálu Smash. V roce 2021 ztvárnila Lizu Minnelliovou v minisérii Halston.

## Životopis
Vyrůstala v Orange County v Kalifornii. Ve věku třinácti let začala chodit na hodiny tance poté, co se stala školní roztleskávačkou. Poté, co cestovala do New Yorku a viděla zde osm představení, tak si uvědomila, že herci musí umět nejen tančit, ale také hrát a zpívat a proto po návratu domů začala brát také lekce zpěvu a herectví. V letech 1995 až 2000 byla členkou televizního pořadu Colby's Clubhouse. Jako střední školu navštěvovala Orange County High School of the Arts, kde ve školních představeních často hrála hlavní role, jako například Marian v The Music Man.

## Kariéra
Její divadelní debut proběhl v nepříliš úspěšném broadwayském muzikálu Good Vibrations. Později se stala náhradnicí na roli Bebe v revivalu broadwayského muzikálu A Chorus Line v roce 2007. Hrála několik sborových rolí a náhradnic v broadwayských uvedeních muzikálů Spring Awakening a In the Heights, stejně jako v místním uvedení hry The Boy Friend. Její filmový debut přišel v roce 2010 v komedii Poslední panic.
Ztvárnila roli Wednesday Addamsové v novém muzikálu The Addams Family (Addamsova rodina), založeném na komiksu od Charlese Addamse. Po roce a půl uvádění muzikál v březnu 2011 opustila a nahradila ji Rachel Potterová.
Mezi její další kredity patří titulní role v Gidget the Musical v režii Francise Forda Coppoly a v muzikálu Bye Bye Birdie. Její první televizní rolí bylo hostování v seriálu Super drbna v roli Jordan Steele.
Dne 6. července 2012 bylo potvrzeno, že se ve druhé řadě přidá k obsazení hudebního televizního seriálu Smash, po boku hlavních herců, jako jsou Debra Messingová, Jack Davenport a Anjelica Huston. Hrála roli Any Vargas, nové spolubydlící Karen, kterou ztvárňuje Katharine McPhee.
V roce 2013 se objevila po boku Zachary Leviho v novém muzikálu First Date. Následující rok si zahrála v seriálu Married a ve vánočním filmu Wishin' and Hopin'. Na podzim roku 2014 byla diagnostikována s rakovinou prsu. V roce 2015 založila internetovou stránku ChemoCouture.com, kde detailně popisuje svojí cestu chemoterapiemi, ale také přidávala články ohledně módy, krásy, tipy na odpočinek. Poté, co oznámila svou diagnózu získala smlouvu od magazínu Cosmopolitan a začala na jejich internetových stránkách vydávat články o svých zkušenostech s nemocí.
V roce 2015 byla obsazena do seriálu Chasing Life a zahrála si roli Madison v seriálu Amyino plodné lůno. Hostující roli April Watkins získala v seriálu Případy pro Lauru. V červnu 2015 se vrátila do divadelní produkce Probuzení jara v roli Ilse.V červenci bylo potvrzeno, že produkce se přesune na Broadway. Rodriguez v show hrála na Broadwayi od září 2015 do ledna 2016. Show získala tři nominace na cenu Tony. V roce 2016 si zahrála hlavní roli v televizním filmu My Bakery in Brooklyn. Během roku 2017 hrála vedlejší roli Maxine Griffin v druhé řadě seriálu Quantico.

## Práce

### Divadelní role
| Rok  | Název                 | Role             | Poznámky                       |
| ---- | --------------------- | ---------------- | ------------------------------ |
| 2004 | Bye, Bye Birdie       | komparz          | New York City Center, Encores! |
| 2005 | Good Vibrations       | Swing            | Broadway                       |
| 2005 | The Boy Friend        | komparz          | národní turné                  |
| 2006 | Probuzení jara        | komparz          | Broadway                       |
| 2007 | A Chorus Line         | Bebe             | Broadway                       |
| 2008 | In The Heights        | komparz          | Broadway                       |
| 2009 | Addamsova rodina      | Wednesday Addams | Chicago                        |
| 2010 | Addamsova rodina      | Wednesday Addams | Broadway                       |
| 2013 | First Date            | Casey            | Broadway                       |
| 2013 | Hit List              | Diva/Sarah Smith | Koncert 54 Below               |
| 2015 | Probuzení jara        | Ilse             | Deaf West Theatre, Los Angeles |
| 2015 | Probuzení jara        | Ilse             | Broadway                       |
| 2016 | A Chorus Line         | Diana Morales    | Hollywood Bowl                 |
| 2017 | What We're Up Against | Eliza            | uvedení mimo Broadway          |
| 2019 | Hercules              | Megara           | Delacorte Theater              |

### Televizní role
| Rok  | Název                        | Role                        | Poznámky                                                                      |
| ---- | ---------------------------- | --------------------------- | ----------------------------------------------------------------------------- |
| 2008 | Super drbna                  | Jordan Steele               | díl: „Čekání na nové útočiště“                                                |
| 2010 | Noční show Davida Lettermana | samu sebe                   | díl 17.117                                                                    |
| 2013 | Smash                        | Ana Vargas                  | vedlejší role, 15 dílů                                                        |
| 2014 | How I Met Your Dad           | neznámá role                | neprodaný televizní pilotní díl                                               |
| 2014 | Ian                          | Fly Girl                    | díl: „The Fly Goddess“                                                        |
| 2014 | Married                      | Kim                         | díl: „The Getaway“                                                            |
| 2015 | Chasing Life                 | Vanessa                     | 4 díly                                                                        |
| 2015 | Amyino plodné lůno           | Madison                     | díl: „80s Ladies“                                                             |
| 2015 | Případy pro Lauru            | April Watkins               | díl: „The Mystery of the Cure for Loneliness“                                 |
| 2015 | Late Night with Seth Meyers  | Ilse                        | díl: „Gov. Sarah Palin/David Tennant/Holly Holm/Spring Awakening/Brian Chase“ |
| 2016 | Znovu 20                     | Kim                         | díl: „Last Days of Books“                                                     |
| 2017 | Trial & Error                | Summer Henderson            | 13 dílů                                                                       |
| 2017 | Quantico                     | Maxine Griffin              | 3 díly                                                                        |
| 2019 | Nad ránem                    | paní Crumbleová/čarodějnice |                                                                               |
| 2019 | Soundtrack                   | Allie                       |                                                                               |
| 2021 | Halston                      | Liza Minnelliová            | minisérie                                                                     |

### Filmové role
| Rok           | Název               | Role              |
| ------------- | ------------------- | ----------------- |
| 2010          | Poslední panic      | Krysta            |
| 2011          | Iceland             | Rose              |
| 2012          | Nebezpečná touha    | Laura             |
| 2014          | Wishin' and Hopin'  | Annette Funicello |
| 2016          | Pekařky z Brooklynu | Chloe             |
| 2020          | Killing Diaz        | Diaz              |
| bude oznámeno | Double Exposure     | Dani              |

### Internetové role
| Rok  | Název                             | Role             |
| ---- | --------------------------------- | ---------------- |
| 2013 | It Could Be Worse                 | Bridgett/Bridget |
| 2013 | Jared's Broadway Boos: Episode 64 | samu sebe        |
| 2018 | Indoor Boys                       | Lacy             |